# Обезглављивање
Одрубљивање главе или обезглављивање представља поступак којим се живом створењу одјељује глава од тијела. Одвајањем главе од тијела спречава се долив крви у мозак, изумиру мождане клијеви и належе смрт.

## Општи преглед
Обезглављивање подразумијева чин одрубљивања главе од тијела што доводи до брзе смрти у случају да је подвргнута душа прије тога у животу. У већини случајева обезглављивање се врши намјерно, на примјер, приликом клања живине, чишћења рибе, припремања можданог ткива за научно-истраживачке сврхе, убиства, или спровођења смртне казне. Изводи се помоћу оруђа намјењеног за ту сврху – сјекире за врат, ножа, љезива, мача или гиљотине. Како је у птице глава далеко од најмеснатијега дијела, то се често перата живина обезглављује јоште у узгајалиштима помоћу тамо постојећих справа подесних за тај посао, а које се зову главоруби. Ненамјерно обезглављивање јавља се као посљедица експлозија, одрона, судара, или каквих других незгодних прилика које могу довести до нарушавања непрекидности међу главе и тијела. Самоубиство путем обезглављивања, иако ријеткост, догађа се, каткат случајно, каткат намјерно. Тако је 2003. године британац Бојд Тајлор извршио самоубиство користећи се гиљотином коју је сам изградио и окинуо. Чудо је да је Тајлор, радећи на гиљотини и усавршавајући је, провео своје посљедње три недјеље живота. Часа када се погубио, чу његов отац звуке из куће, и мислећи да пропада димњак, потрчи да види је ли му се син повриједио, кад оно обезглавњен.

## Обезглављивање у историји
Зна се из историје да је одрубљивање глава служило као високозаступљени вид извршавања смртне казне у средњовјековној Европи. Државним преступницима, укољицама и лупежима одрубљена глава по казни се често излагала јавно како би се сви упознали с посљедицама преступања закона или издајништва. Међутим, за вријеме аристократије у Европи, обезглављивање мачом, сјекиром или којим другим бојним оружјем сматрало се благородним видом казне подобним искључиво за кажњавање племићких преступника, док се неблагородним видовом смртне казне подобним за докоравање сељака, послуга, отрока и осталих себара, сматрало вјешање, сажегање, дављење, зазидање, узидање, растргање, трвење и тровање.
При обезглављењу, ако ли се мач или које друго жељезно оруђе нађе оштрим, а главосјеча умешним, тада зна одрубљивање главе да буде кратко и такорећи безболно. Исход је пак другачији када је оштрица тупа или главосјеча невјеш, јер тад долази до одуговлачења, па тек после дужег труда и залагања наступи смрт.
Познато је раније да у Црној Гори убијеним непријатељима су се односиле главе, јер повратак кућама празних руку се рачунало великом срамотом. Зато се увијек гледало да се напријатељске главе одсјеку и дома донесу, било то скопчано са највећом опсношћу. Послије су се оне набијале на коља и избацале пред прозор у знак побједе. Гдјекоји Црногорци су знали и добар дио куће сазидати користећи се почасним лобањама стеченим у борбама.

### Обезглављивање данас
Није обезглављивање ограничено на далеку прошлост већ се среће и дан дањи по просторима потчињеним исламском шеријату, а у посљедње вијеме и у Колумбији, гдје ово обичај уопште и није, него то се овојштана управна тијела попут Сједињене колумбијске самоодбране (Autodefensas Unidas de Colombia) и Устаничких наоружаних сила Колумбије – Војске народа (Fuerzas Armadas Revolucionarias de Colombia – Ejército del Pueblo) као и скупине трговаца омаме тиме користе с времена на вријеме како би уплашили мјештане и страхом их привели к послушношћу.

## Обезглављивање у науци
Једном кад се глава одруби, тешко се враћа на првобитно мјесто. До дана дањег, још ниједној људској души није повраћена глава након одрубљења на пређашње мјесто, нити ли је иједна глава икад пресађена са једног човјека на другог, а да је то негдје записано или објављено. Међутим, већ у првој половини XIV вијека пошло је за руком многим научницима и љекарима то учинити с животињама}}. Тако су на примјер Руси познати по одрубљивању псећих глава и припојењу на туђа или изворна тијела. Совјетски истраживач Сергеј Сергејевич Брјухоњенко умио је чувати подуже одрубљену псећу главу у животу обризгавајући је крвљу засићеном кисеоником. Владимир Петрович Демихов, познат по пресађивањима органа, успио је измијенити четворма псићима главе, тако да сваки носи туђу на врат. Премда, нијесу сви псићи били једнако здрави прије и послије операције. Димихов успјех пресаде мотивисао је младог америчког хирурга Роберта Џосефа Вајта да и он исто проба, те да окуша вичност својих прстију, но за то он узе мајмуне. Обдарени амерички хирург 1976. успио је да изпремјешта главе неколицини примата и да их очува у животу, дајбуди на неколико дана. С обзиром да обезглављивање код људи или је посљедица непредвиђених удеса услијед којих одлучење је неуредно и неприкрпиво, или је намјерно (убиство, смртна казна, итд.), то је ова технологија размјењивања и пренамјештања глава мало корисна људима. Ипак, помисли се, што би било кад би се тако могло, те би људима мијењали главе, и великим мислиоцима давали снажна тијела, чинећи их здухаћима. Пресађивање људске главе би по прилици захтјевало висок степен хлађења можданог ткива како би се условио потпуни застој неуронске активности. Тиме би се сачували мождани живци од преминућа приликом пресаде. Истраживања изворних клијевчица и њихових развојних могућности могу једног дана оспособити не само успјешније пресађивање чланова, већ и раст нових удова код осекаћених, а у принципу и пресађивање и раст глава. Премда, истраживање изворних клијевчица обремењено је великом контровезијом као и истраживање ембриона.